# Sangye (köping i Kina)
Sangye (kinesiska: 桑耶, 桑耶镇) är en köping i Kina. Den ligger i den autonoma regionen Tibet, i den sydvästra delen av landet, omkring 51 kilometer sydost om regionhuvudstaden Lhasa. Antalet invånare är 4625. Befolkningen består av 2 275 kvinnor och 2 350 män. Barn under 15 år utgör 21,0 %, vuxna 15-64 år 71 %, och äldre över 65 år 6,0 %.
Genomsnittlig årsnederbörd är 735 millimeter. Den regnigaste månaden är juli, med i genomsnitt 218 mm nederbörd, och den torraste är februari, med 2 mm nederbörd.